# بوژتوخوم
بوژتوخوم (به لهستانی:  Borzytuchom) یک روستا در لهستان است که در گمینا بوژتوخوم واقع شده‌است. بوژتوخوم ۸۲۰ نفر جمعیت دارد.